# Willy Kanis
Willy Kanis (Kampen, Overijssel, 27 de juliol de 1984) és una ciclista neerlandesa que competeix en pista i BMX.

## Palmarès en pista
- 2006
  -  Campiona dels Països Baixos en 500 metres
  -  Campiona dels Països Baixos en Velocitat
  -  Campiona dels Països Baixos en Keirin
- 2007
  -  Campiona dels Països Baixos en Velocitat
  -  Campiona dels Països Baixos en Keirin
- 2008
  -  Campiona dels Països Baixos en 500 metres
  -  Campiona dels Països Baixos en Velocitat
  -  Campiona dels Països Baixos en Keirin
- 2009
  -  Campiona dels Països Baixos en 500 metres
  -  Campiona dels Països Baixos en Velocitat
  -  Campiona dels Països Baixos en Keirin
- 2010
  -  Campiona dels Països Baixos en 500 metres
  -  Campiona dels Països Baixos en Velocitat
  -  Campiona dels Països Baixos en Keirin
- 2011
  -  Campiona dels Països Baixos en 500 metres
  -  Campiona dels Països Baixos en Keirin
- 2011
  -  Campiona dels Països Baixos en Velocitat per equips

### Resultats a laCopa del Món
- 2006-2007
  - 1a a Moscou, Los Angeles i Manchester en Velocitat per equips
- 2007-2008
  - 1a a la Classificació general i a la proves de Pequín i Copenhaguen, en Keirin
  - 1a a la Classificació general i a la proves de Sydney i Copenhaguen, en Velocitat
  - 1a a Sydney, Pequín i Los Angeles en Velocitat per equips
- 2008-2009
  - 1a a la Classificació general i a la prova de Melbourne, en Keirin
  - 1r a Melbourne, en 500 m.
  - 1a a Melbourne i Pequín en Velocitat per equips
- 2009-2010
  - 1a a Cali en Velocitat per equips
  - 1r a Pequín, en 500 m.

## Palmarès en BMX
- 2004
  -  Campiona d'Europa en BMX
- 2005
  -  Campiona del món en BMX
- 2006
  -  Campiona del món en BMX